# Mantella nigricans
Mantella nigricans es una especie de anfibio anuro de la familia Mantellidae.

## Distribución geográfica
Esta especie es endémica de Madagascar. Habita entre 100 y 1000 m de altitud en el norte y noreste de la isla.

## Descripción
Mantella nigricans mide de 27 a 28 mm. Su dorso es de color marrón uniforme, parcial o totalmente verde. Sus flancos son negros o parcialmente verdosos. Su vientre es negro con manchas azules.

## Publicación original
- Guibé, 1978 : Les batraciens de Madagascar. Bonner Zoologische Monographien, n.º 11, p. 1-140[6]